# Otrava cykasy

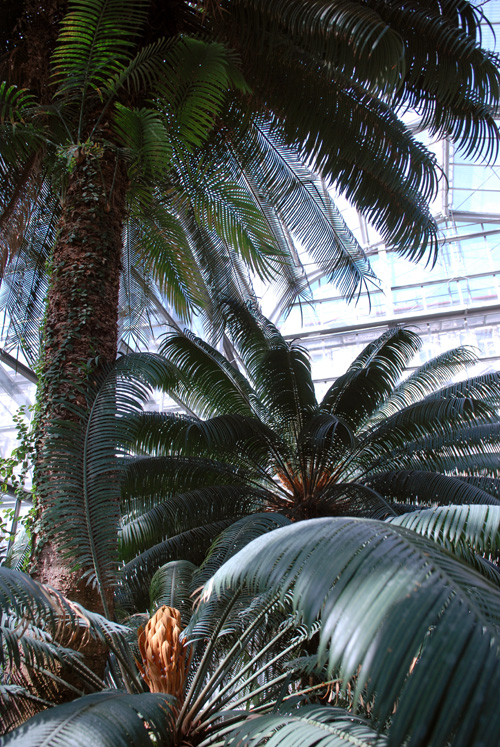
Cykas indický v Praze

Otrava cykasy je otrava vzniklá v důsledku konzumace kterékoliv části cykasů či špatně upravených potravin připravených z cykasů - především semen, nekvalitně upraveného sága, listů ale i dalších částí. Jsou známy otravy lidí včetně smrtelných, přežvýkavců (krav a ovcí) po spasení listů a v literatuře je zmiňován i případ úmrtí psa po přežvýkání semen cykasů. Velmi debatované, a ne definitivně prokázané, je dlouhodobé působení některých látek z cykasů, která se může projevit až po řadě let.

## Cykasy
Všechny části cykasů jsou jedovaté, největší koncentrace jedovatých látek se nachází v pylu a semenech, jejichž pojídání bez úpravy může být i smrtelné. Semena v domácnostech však samovolně nevznikají a šištice s pylem jen velmi vzácně u některých menších druhů, především Zamia furfuracea. Možnost otravy tedy není třeba přeceňovat. V domácnostech je však třeba rostliny odstranit z dosahu malých dětí. To však platí pro valnou část i jiných pokojových rostlin, které jsou často i silně jedovaté. Například velmi jedovatá Dieffenbachia je na rozdíl od cykasů široce rozšířenou pokojovou rostlinou i v ČR. Byla přitom využívána i pro náplň otrávených šípů a může způsobit velmi rychle i vážné problémy. 
Cykasy jsou však již dlouhou dobu součástí lidské historie i jako potrava. Ze semen se vyrábějí "placky", vnitřek kmene je využíván na výrobu sága a v Japonsku se z druhu Cycas revoluta vyrábí druh saké. Druh Zamia integrifolia takřka zlikvidovala průmyslová výroba škrobu z jeho kmene v USA. Rostliny také napadá hmyz a semena cykasů pojídají i zvířata. Semena rodu Encephalartos jsou dokonce oblíbenou pochoutkou i mezi africkými paviány.

## Projevy otravy
Všechny vlivy jedovatých látek obsažených v cykasech nejsou dobře popsány. Projevy otrav u lidí bývají podobné jako u lépe popsaných otrav zvířat (dobytka).
- Zvracení, nevolnost - zvracení obvykle do 24h požití části rostlin
- Smrt - popsány případy po požití neupravených semen australských druhů
- Poškození jater
- Ochrnutí
- další nervová postižení - tyto projevy otravy se mohou objevit až po řadě - i desítkách - let. Za hlavní důvody tohoto zpoždění je považováno buď nahromadění jedovatých látek v organismu nebo jejich dlouhodobé působení. Za výsledek takové otravy je považována i tzv. guamská nemoc. Vazba těchto postižení nervového systému na cykasy není jednoznačně prokázána.

Některé látky v cykasech jsou karcinogenní.

## Nejznámější otravy cykasy
- Zamia staggers (kejáková motolice) - je otrava dobytka po spasení cykasů čeledi Zamiaceae, známa z Austrálie, Japonska či Karibiku.
- Guamská ALS - je nervové onemocnění typické pro komunitu na tomto ostrově v polovině 20. století. Pravděpodobnou příčinou byla konzumace potravin vyrobených z cykasů.[1]
- Otravy námořníků v Austrálii - patří mezi první historicky popsané otravy cykasy. Po požití několika semen cykasů došlo u námořníků k silnému zvracení a v těžších případech i smrti.

## Jedy v cykasech
Mezi nejznámější ale nikoli všechny jedy obsažené v cykasech patří: 
- glykosidy: cykasin
- metabolity glykosidů: metylazoxymetanol (MAM)
- BMAA